# Pyrgospira
Pyrgospira is een geslacht van weekdieren uit de klasse van de Gastropoda (slakken).

## Soorten
- Pyrgospira candace (Dall, 1919)
- Pyrgospira obeliscus (Reeve, 1845)
- Pyrgospira ostrearum (Stearns, 1872)
- Pyrgospira plicosa (C. B. Adams, 1850)
- Pyrgospira tampaensis (Bartsch & Rehder, 1939)